# Distrikt Mazán
Der Distrikt Mazán ist ein Distrikt in der Provinz Maynas der Region Loreto in Nordost-Peru. Der am 2. Juli 1943 gegründete Distrikt hat eine Fläche von 9.922,45 km². Beim Zensus 2017 lebten 12.181 Einwohner im Distrikt. Im Jahr 1993 lag die Einwohnerzahl bei 11.468, im Jahr 2007 bei 13.098. Verwaltungssitz ist die Kleinstadt Mazán mit 4590 Einwohnern (Stand 2017). Mazán liegt 30 km nordöstlich der Großstadt Iquitos am rechten Flussufer des Río Napo an der Einmündung des Río Mazán auf einer Höhe von 108 m.

## Geographische Lage
Der Distrikt Mazán liegt zentral in der Provinz Maynas. Er besitzt eine Längsausdehnung in NW-SO-Richtung von etwa 240 km. Der Distrikt umfasst das Einzugsgebiet des Río Mazán sowie einen Abschnitt des Río Napo unweit dessen Mündung in den Amazonas. Der Distrikt liegt im Nordwesten des Amazonasbeckens und ist überwiegend mit Regenwald bedeckt.
Der Distrikt grenzt im Westen und Südwesten an den Distrikt Alto Nanay, im Süden an den Distrikt Punchana, im Südosten an den Distrikt Indiana, im Osten an den Distrikt Las Amazonas, im Nordosten an den Distrikt Putumayo (Provinz Putumayo) sowie im Norden an den Distrikt Napo.